# 43e armée (Japon)
La 43e armée (第43軍, Dai-yon-jū-san gun) est une unité de l'armée impériale japonaise basée dans le nord-est de la Chine durant la Seconde Guerre mondiale.

## Histoire
La 43e armée est créée le 10 mars 1945 et placée sous le contrôle de l'armée régionale japonaise de Chine du Nord dans le cadre des tentatives désespérées du Japon d'empêcher de possibles débarquements des Alliés dans la province chinoise du Shandong durant l'opération Downfall. La 43e armée est principalement composée de réservistes sous-entraînés et sous-équipés, transférés depuis d'autres unités.
Elle est dissoute à Jinan au moment de la reddition du Japon le 15 août 1945 sans avoir combattu.

## Commandement
|                   | Nom                                  | De            | À              |
| ----------------- | ------------------------------------ | ------------- | -------------- |
| Commandant        | Lieutenant-général Tadayasu Hosokawa | 31 mars 1945  | Septembre 1945 |
| Chef d'État-major | Major-général Mitsuo Kubo            | 31 mars 1945  | 1er juin 1945  |
| Chef d'État-major | Major-général Mitsuru Samukawa       | 1er juin 1945 | Septembre 1945 |